# Katlijne Van der Stighelen
Katlijne Josée Jan Leo Van der Stighelen (Turnhout, 9 juni 1959) is een Belgische kunsthistorica. Ze staat bekend om haar onderzoek en publicaties over vrouwelijke kunstenaars in de Nederlanden en over portretschilderkunst door de Vlaamse meesters.

## Loopbaan
Katlijne Van der Stighelen werd doctor in de kunstgeschiedenis aan de KU Leuven in 1988, met een thesis over Anna Maria van Schurman. Vervolgens is ze bij dezelfde universiteit benoemd tot hoofddocent in 1990, hoogleraar in 2001 en gewoon hoogleraar in 2007. In 2002 bekleedde ze drie maanden de Rubens Chair aan de universiteit van Berkeley. Sinds 2003 is ze lid van de Koninklijke Vlaamse Academie van België voor Wetenschappen en Kunsten.

## Publicaties (selectie)
- Katlijne van der Stighelen (1987). Anna Maria van Schurman, of, Hoe hooge dat een maeght kan in de konsten stijgen. Universitaire Pers Leuven, Leuven, Belgium. ISBN 906186254X. Gearchiveerd op 12 september 2016.
- Katlijne Van der Stighelen, Mirjam Westen, Maaike Meijer, Leen de Jong, Elizabeth Honig, Yvette Marcus-De Groot (1999). Elck zijn waerom: vrouwelijke kunstenaars in België en Nederland, 1500-1950. Ludion, S.l.. ISBN 9055442712.
- Katlijne van der Stighelen (2008). Portretkunst in Vlaanderen van 1420 tot nu: Hoofd en Bijzaak. Waanders ; Davidsfonds, Zwolle; Leuven. ISBN 9789040085468.
- Katlijne Van der Stighelen, Chantal Huys (2010). Vrouwenstreken: vrouwelijke schilders in de Nederlanden (1550-nu). Amsterdam University Press ; Lannoo, Amsterdam; Tielt. ISBN 9789089642783.
- (en) Katlijne van der Stighelen, Benno Tempel, Gosudarstvennyĭ Ėrmitazh (Russia) (2011). A romantic view: the Collection Rademakers. Fonds Mercator ; Publishers Group UK, Antwerp; Enfield. ISBN 9061533511.